# NGC 3769
NGC 3769 ist eine Balkenspiralgalaxie vom Hubble-Typ SB(r)b: im Sternbild Großer Bär am Nordsternhimmel, die schätzungsweise 35 Mio. Lichtjahre von der Milchstraße entfernt ist. Gemeinsam mit der dicht benachbarten zweiten Galaxie NGC 3769A bildet sie das Galaxienpaar Arp 280. Halton Arp gliederte seinen Katalog ungewöhnlicher Galaxien nach rein morphologischen Kriterien in Gruppen. Dieses Galaxienpaar gehört zu der Klasse Wechselwirkende Doppelgalaxien.
Im selben Himmelsareal befinden sich u. a. die Galaxien NGC 3726, NGC 3811, IC 711.
Das Objekt wurde am 5. Februar 1788 vom deutsch-britischen Astronomen William Herschel mit einem 18,7-Zoll-Spiegelteleskop entdeckt, und die im New General Catalogue verzeichnet ist.

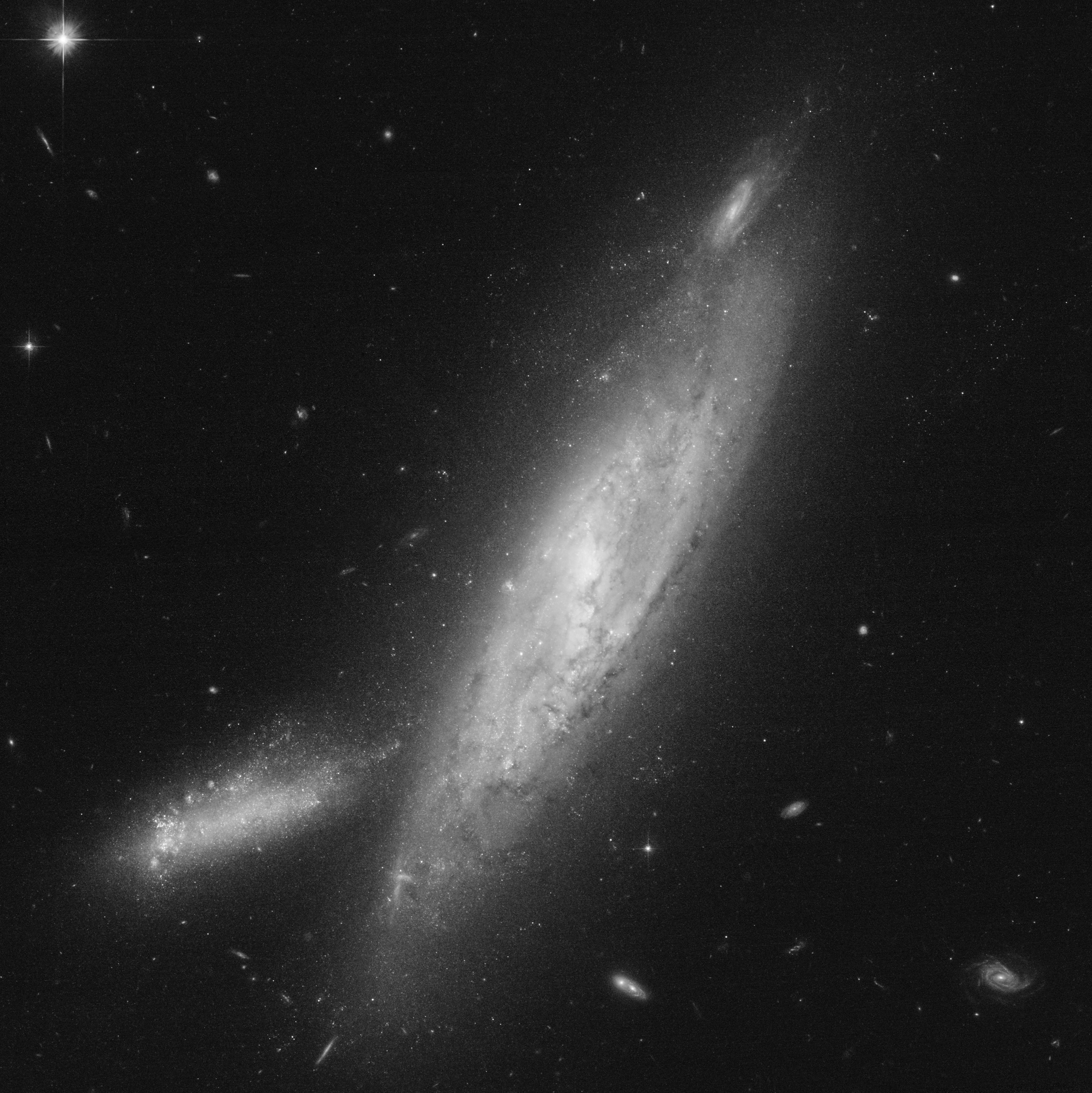
Aufnahme des Hubble-Weltraumteleskops